# Jarosław Deminet
Jarosław Deminet (ur. 19 września 1955 w Grodzisku Mazowieckim) – polski matematyk i informatyk specjalizujący się w inżynierii oprogramowania, sieciach i systemach rozproszonych; doktor nauk matematycznych. Działacz opozycji demokratycznej w PRL.

## Życiorys

### Wykształcenie i praca zawodowa
Był członkiem ZHP w czasie nauki w szkole (uczył się m.in. w XI Liceum Ogólnokształcącym im. Mikołaja Reja w Warszawie w latach 1970–1974) i na uczelni (należał do ZHP w latach 1965–1981). W czasie nauki w liceum był finalistą (w 1972 roku) i laureatem (w 1974 roku) olimpiady matematycznej.
Ukończył studia na Wydziale Matematyki, Informatyki i Mechaniki Uniwersytetu Warszawskiego w 1978 roku. W czasie studiów należał również do SZSP (w okresie 1974–1978). Po ukończeniu studiów pozostał na uczelni, gdzie był pracownikiem naukowym w latach 1978–2005 (w 1980 ukończył również studia na Carnegie Mellon University). W 1992 roku obronił pracę doktorską na temat Strukturalne własności sieci przyczynowo-skutkowych na Uniwersytecie Warszawskim. W latach 1990–1997 był równocześnie dyrektorem Biura Informacyjnego Kancelarii Senatu RP. We wrześniu 2010 roku został dyrektorem departamentu Dziennika Ustaw i Monitora Polskiego w Rządowym Centrum Legislacji. W latach 1997–2009 był również konsultantem firmy CSBI, przejętej przez ComputerLand S.A., który w 2007 roku – po połączeniu się z firmą Emax S.A. – zmienił nazwę na Sygnity S.A., był m.in. dyrektorem Centrum Produkcji Oprogramowania.

### Działalność społeczna i opozycyjna
Był członkiem „Solidarności” od października 1980 roku. W 1981 roku został przewodniczącym Komisji Wydziałowej „S” na Wydziale MIM UW, był uczestnikiem „strajku radomskiego” na UW; w latach 1981–1986 przewodniczył TKW „S” na uczelni. W latach 1982–1985 był autorem publikacji, redaktorem, przepisywaczem, wykonawcą matryc i organizatorem kolportażu niezależnego czasopisma „Godność” (wraz z Włodzimierzem Grudzińskim i Michałem Jankowskim). Równocześnie – w latach 1982–1989 – był kolporterem pism podziemnych, m.in. „Tygodnika Mazowsze” na UW. W 1988 roku został członkiem ujawnionej Komisji Zakładowej „S” na UW i delegatem do Tymczasowej Komisji Wykonawczej „S” Regionu Mazowsze. W 1989 roku był konsultantem Komitetu Wyborczego „S”, organizatorem sieci informatycznej i członkiem Rejonowej Komisji Wyborczej na Woli w Warszawie. W latach 1989–2005 ponownie należał do „Solidarności”; w kadencji 1989–1990 pełnił funkcję skarbnika KZ UW „S”.
Jest członkiem Polskiego Towarzystwa Informatycznego, był wiceprezesem tej organizacji. W 2011 roku otrzymał członkostwo honorowe w PTI. W 2018 roku kapituła PTI przyznała mu Medal 70-lecia Polskiej Informatyki.

## Wybrane publikacje
Jest autorem książek dotyczących informatyki, m.in.:
- Aparat do modelowania strumienia wejściowego w OSKit (Wydawnictwa Uniwersytetu Warszawskiego, 1978),
- wydanych w serii Podręczna Pamięć Programisty przez Wydawnictwa Naukowo-Techniczne, m.in.:
  - MS DOS 3.2 (1988),
  - MS DOS 4.01 (1988, 4 wydania),
  - WordStar 2000 (1989)
- System operacyjny RSX-11 (WNT, 1986, seria Biblioteka Inżynierii Oprogramowania),
- Komputerowa edycja dokumentów dla średnio zaawansowanych (Helion, 2021, współautor Andrzej Blikle)[7].

W 1991 roku – wraz z Piotrem Kuźnickim – przetłumaczył wydaną przez WNT książkę System operacyjny Unix Petera P. Silvestra. Ponadto jest współautorem książki Zapiski na balonie. Świat w oczach informatyków (Nakom, 2002).

## Odznaczenia
W 2006 roku został odznaczony Srebrnym Krzyżem Zasługi (za zasługi dla rozwoju informatyzacji). W 2011 roku prezydent Bronisław Komorowski odznaczył Jarosława Demineta Krzyżem Oficerskim Orderu Odrodzenia Polski (za wybitne zasługi w działalności na rzecz przemian demokratycznych w Polsce).